# Paul Burke (attore)
Paul Burke, nato Paul Raymond Burke (New Orleans, 21 luglio 1926 – Palm Springs, 13 settembre 2009), è stato un attore statunitense.

## Biografia
Di origini italiane per parte di madre, Burke nacque a New Orleans, dove il padre gestiva un ristorante e un night club noto come Marty Burke's nel quartiere francese. Dopo aver studiato recitazione al Pasadena Playhouse, Burke iniziò la carriera cinematografica con un piccolo ruolo nel film musicale Un'avventura meravigliosa (1951) e nella pellicola bellica I figli della gloria (1951) di Samuel Fuller. Nel 1955 iniziò ad apparire sul piccolo schermo in alcune serie come Stage 7 e Navy Log e l'anno successivo venne scelto per interpretare il ruolo del dottor Noah McCann nella serie Noah's Ark, incentrata sulle vicende di una coppia di veterinari, accanto a Victor Rodman che interpretava il collega più anziano, il dottor Sam Rinehart.
Nel 1960 Burke fu scritturato per il ruolo principale nella serie poliziesca La città in controluce, in cui interpretò il detective Adam Flint del New York City Police Department in 99 episodi dal 1960 al 1963. Il ruolo gli valse due candidature al Primetime Emmy Award per il migliore attore protagonista in una serie drammatica nel 1962 e nel 1963. Altro ruolo da protagonista che gli diede popolarità fu quello del capitano (in seguito maggiore, poi colonnello) Joe Gallagher nella serie 12 O'Clock High, che interpretò  tra il 1964 e il 1967.
Nel 1967 recitò nel film La valle delle bambole, nel ruolo del giovane avvocato Lyon Burke, che ha una tempestosa relazione con Anne Welles (Barbara Parkins). Interpretò inoltre l'agente di polizia Eddy Malone, che tenta di far arrestare il rapinatore multimilionario interpretato da Steve McQueen nel film Il caso Thomas Crown (1968). Durante gli anni settanta apparve in episodi di numerose serie televisive poliziesche come Sulle strade della California (1973-1976), Shaft (1973), Pepper Anderson - Agente speciale (1974), Mannix (1974), Starsky & Hutch (1976) e Charlie's Angels (1980).
Negli anni ottanta ebbe ruoli ricorrenti nelle soap opera Dynasty e Santa Barbara. Apparve inoltre nel ruolo del contrammiraglio Hawkes in alcuni episodi di Magnum, P.I. (1981-1985), al fianco di Tom Selleck.
Dopo il primo matrimonio con Peggy Pryor dal 1946 al 1972, Burke sposò in seconde nozze nel 1979 l'attrice Lyn Peters. Si ritirò dalle scene all'inizio degli anni novanta e morì nel 2009 a Palm Springs, California, all'età di 83 anni. Era nonno dell'attrice Alia Shawkat.

## Filmografia parziale

### Cinema
- Butterfly americana (Call Me Mister), regia di Lloyd Bacon (1951)
- Un'avventura meravigliosa (Golden Girl), regia di Lloyd Bacon (1951)
- I figli della gloria (Fixed Bayonets!), regia di Samuel Fuller (1951)
- Francis all'Accademia (Francis Goes to West Point), regia di Arthur Lubin (1952)
- Il sergente Bum! (South Sea Woman), regia di Arthur Lubin (1953)
- Francis in the Navy, regia di Arthur Lubin (1955)
- Il grido delle aquile (Screaming Eagles), regia di Charles F. Haas (1956)
- The Disembodied, regia di Walter Grauman (1957)
- La valle delle bambole (Valley of the Dolls), regia di Mark Robson (1967)
- Il caso Thomas Crown (The Thomas Crown Affair), regia di Norman Jewison (1968)
- Minuto per minuto senza respiro (Daddy's Gone A-Hunting), regia di Mark Robson (1969)
- Quando baci una sconosciuta (Once You Kiss a Stranger...), regia di Robert Sparr (1969)

### Televisione
- Stage 7 – serie TV, episodio 1x25 (1955)
- Navy Log – serie TV, episodio 1x06 (1955)
- Noah's Ark – serie TV, 24 episodi (1956-1957)
- Panico (Panic!) – serie TV, episodio 1x10 (1957)
- Men of Annapolis – serie TV, episodi 1x12-1x18 (1957)
- Harbormaster – serie TV, 14 episodi (1957-1958)
- Flight – serie TV, episodio 1x05 (1958)
- Target – serie TV, episodio 1x08 (1958)
- L'uomo e la sfida (The Man and the Challenge) – serie TV, episodio 1x01 (1959)
- Philip Marlowe – serie TV, episodio 1x09 (1959)
- Tightrope – serie TV, episodio 1x10 (1959)
- Men Into Space – serie TV, episodio 1x01 (1959)
- Hawaiian Eye – serie TV, episodio 1x25 (1960)
- Ricercato vivo o morto (Wanted: Dead or Alive) – serie TV, episodio 3x01 (1960)
- La città in controluce (Naked City) – serie TV, 99 episodi (1960-1963)
- The Lieutenant – serie TV, episodio 1x08 (1963)
- La grande avventura (The Great Adventure) – serie TV, episodio 1x17 (1964)
- The Nurses – serie TV, episodio 2x36 (1964)
- Slattery's People – serie TV, episodio 1x09 (1964)
- 12 O'Clock High – serie TV, 48 episodi (1964-1967)
- Medical Center – serie TV, 3 episodi (1970-1974)
- Sulle strade della California (Police Story) – serie TV, 4 episodi (1973-1976)
- Shaft – serie TV, episodio 1x04 (1973)
- Pepper Anderson - Agente speciale (Police Woman) – serie TV, 1 episodio (1974)
- Harry O – serie TV, 1 episodio (1974)
- Mannix – serie TV, 1 episodio (1974)
- McMillan e signora (McMillan & Wife) – serie TV, 1 episodio (1975)
- Petrocelli – serie TV, 1 episodio (1976)
- Starsky & Hutch – serie TV, 1 episodio (1976)
- Fantasilandia (Fantasy Island) – serie TV, 3 episodi (1978-1983)
- Charlie's Angels – serie TV, 1 episodio (1980)
- Trapper John (Trapper John, M.D.) – serie TV, 1 episodio (1980)
- Vega$ – serie TV, 1 episodio (1981)
- Dynasty – serie TV, 23 episodi (1982-1988)
- T.J. Hooker – serie TV, episodio 3x10 (1983)
- Santa Barbara – soap opera, 21 episodi (1984)
- Detective per amore (Finder of Lost Loves) – serie TV, 1 episodio (1985)
- La signora in giallo (Murder, She Wrote) – serie TV, episodio 2x03 (1985)
- New York New York (Cagney & Lacey) – serie TV, 1 episodio (1988)
- Colombo (Columbo) – serie TV, episodio 9x05 (1990)

## Doppiatori italiani
Nelle versioni in italiano delle opere in cui ha recitato, Paul Burke è stato doppiato da:
- Cesare Barbetti in La valle delle bambole
- Paolo Poiret in Starsky & Hutch
- Rino Bolognesi in Love Boat
- Sandro Iovino in Charlie's Angels
- Giorgio Lopez in Dynasty
- Michele Kalamera in Santa Barbara
- Franco Zucca in La signora in giallo